# Piero Lulli
Piero Lulli (Firenze, 1923. február 1. – Róma, 1991. június 23.) olasz színész.

## Élete és munkássága
Bátyja a kiemelkedő olasz színész, rendező és háborús hős Folco Lulli volt.
1942-ben kezdte meg pályafutását és 1977-ig több mint száz filmben játszott. Egyik korai szerepei között akad olyan film is, amelyet Kirk Douglas-szel készítettek. 1967-ben a Folco rendezte Gente d'onore c. filmben is szerepet vállalt. Később 1960-as évek második felében jelentkező spagettiwesternekben tűnik fel többnyire, ahol legtöbbször valamelyik negatív főszereplőt játszotta. Ilyen népszerű filmek között lehet említeni a Terence Hill-Henry Fonda-féle Nevem: Senki c. klasszikust, amelynek segédrendezője Sergio Leone volt. Ezekben a filmekben a stáblistán, mint Peter Carter tűnik fel sokszor.
Lulli a filmezésen túl aktív színházi színész is volt. Megnyerő külleme ellenére nem váltotta be a hozzá fűzött reményeket és sosem tudta elérni akár Folco színvonalát.

## Fontosabb filmjei
- Odüsszeusz (Ulisse), 1954
- Zorro, a fekete lovas (Il segno del coyote), 1963
- Babilon hőse (L'eroe di Babilonia), 1963
- Elvtársak (I compagni), 1963
- Sámson a fekete kalóz ellen (Sansone contro il corsaro nero), 1964
- Gyorsabb a golyónál (Ringo del Nebraska), 1966
- A cowboy száz halottja (Una pistola per cento bare), 1968
- Zorro, a musztángok ura (El Zorro justiciero), 1969
- A vadnyugat legmerészebb húzása (El más fabuloso golpe del Far-West), 1972
- Nevem: Senki (Il mio nome è Nessuno), 1973